# یانز ورخووتس
یانز ورخووِتس (سیریلیک صربی: Јанез Врховец؛ انگلیسی: Janez Vrhovec) بازیگر اهل صربستان است. در سال ۱۹۸۸ او جایزه اسلاویکا را به خاطر یک عمر فعالیت هنری‌اش دریافت کرد.
از فیلم‌ها یا مجموعه‌های تلویزیونی که وی در آن‌ها نقش داشته‌است، می‌توان به دروازه‌های بهشت، شب جهنمی مبارک و کولی‌های خوشبخت هم دیده‌ام اشاره نمود.